# Gormonda de Monpeslier
Gormonda de Monpeslier (belegt um 1226 bis 1229) war eine okzitanische Trobairitz.
Ihr einziges überliefertes Lied, ein Sirventes unter dem Titel Greu m’es a durar, ist eine politische Schmähung der Albigenser, denen sie eine größere Gefährlichkeit attestiert als dem Islam, weshalb der Albigenser-Kreuzzug gerechtfertigt sei.
Das Lied wird als erste französischsprachige politische Dichtung durch eine Frau bewertet. Da es sich auf eine päpstliche Sichtweise stützt und als Antwort auf eine antipäpstliche Dichtung von Guilhem Figueira gehalten ist, wurde vermutet, dass Gormonda den Dominikanerinnen oder einer anderen kirchlichen Gruppierung angehörte. Ihrem Namenszusatz gemäß (Monpeslier, Monpelhier) stammte sie aus oder wirkte in Montpellier.